# Pèlerinage de Notre-Dame de l'Épine à Berlens
Le pèlerinage de Notre-Dame de l'Épine est un pèlerinage qui se déroule à Berlens (commune de Mézières), dans le canton de Fribourg, en Suisse. 

## L'église
Notre-Dame de l'Épine, sur la commune fribourgeoise de Mézières, à l'est de Romont, s'élève sur un promontoire qui domine d'un côté la Glâne et de l'autre la Neirigue. Le vieux sanctuaire repose sur les fondations d'un édifice roman. Il a été reconstruit au XIVe siècle et subit par la suite plusieurs transformations. Au XVIIe siècle, l'addition d'un clocher lui a donné sa silhouette actuelle. La voûte nervurée qui couvre le chœur remonte à 1661 et le décor à feuillages et angelots qui anime la voûte en berceau de la nef date de 1737. Un vitrail du XVIe siècle représente Marie avec l'Enfant Jésus sur le bras, debout sur un buisson avec ces deux mots écrits au-dessous : Rubus ardens « Buisson ardent », allusion à l'application que l'Église fait de ces mots à la Sainte-Vierge dans l'Office de la Chandeleur. L'édifice a été restauré entre 1973 et 1980. On pose alors des vitraux neufs dus à Jean Bazaine, inspirés par le buisson épineux dans lequel la Vierge serait apparue. Les quatre fenêtres de la nef illustrent les mystères du Rosaire, auxquels se superposent le symbolisme des temps liturgiques et celui des saisons (verrier: Michel Eltschinger).
L'oratoire Saint-Joseph, attenant au vieux sanctuaire, a bénéficié en 1987 de l'apport de trois petits vitraux dus à Jean Le Moal.

## Histoire du pèlerinage
Selon une tradition populaire, la Sainte Vierge serait apparue dans le village au milieu d'un buisson d'aubépine (encore présent aujourd'hui : l'arbre actuel du cimetière, à côté de l'ancienne église). Apportée la statue à l'église du lieu, on la retrouva le lendemain de nouveau debout sur le même buisson. Ce n'est qu'après la promesse faite à la Vierge de l'honorer d'un culte tout particulier, confirmée à la suite par de guérisons miraculeuses, que la chapelle aurait été construite sur les lieux de cette apparition. C'est de cet arbre que viendrait le nom Notre-Dame de l'Épine (Jeunet, p. 2).
La première mention connue du pèlerinage date de 1639 (J. Rime). L'abbé Jeunet, curé de Berlens dès 1867, publie en 1875 une notice historique sur le sanctuaire et le pèlerinage de Notre-Dame de l'Épine ; selon lui, dans la seconde partie du XVIIe siècle, le pèlerinage aurait été à son apogée. Aux XVIIe et XVIIIe siècles, deux prêtres résidaient à Berlens pour servir les paroissiens et les pèlerins.
La bienheureuse Marguerite Bays se rendait habituellement à ce sanctuaire, avec des pèlerins de toute la région de la Glâne, pour aller à pied, en trois jours de marche, jusqu'à l'Abbaye Notre-Dame des Ermites, à Einsiedeln.
| \| Le sanctuaire à Berlens : Localisation du Sanctuaire de Notre-Dame de l'Épine à Berlens. · Sanctuaire de Notre-Dame de l'Épine à Berlens \| Le sanctuaire à Berlens : Localisation du Sanctuaire de Notre-Dame de l'Épine à Berlens. |
| Le sanctuaire à Berlens : Localisation du Sanctuaire de Notre-Dame de l'Épine à Berlens. · Sanctuaire de Notre-Dame de l'Épine à Berlens                                                                                                |

## Déroulement
Le pèlerinage officiel de Notre-Dame de l'Épine, organisé par la paroisse, a lieu le premier dimanche de septembre durant l'après-midi, ceci depuis quelques années seulement car auparavant il durait toute la journée. Il débute à 13 h 30 par un chapelet, puis, dès 14 h, ont lieu la procession autour du village - avec la statue de Notre-Dame de l'Épine - et la cérémonie, suivies de la bénédiction des yeux. 
L'évêque ou un vicaire épiscopal célèbre la messe. Le chœur mixte et la fanfare animent la procession et les musiciens jouent également durant le verre de l'amitié qui clôt l'événement. Ce pèlerinage connaît actuellement une baisse d'affluence, due principalement au vieillissement des fidèles ; il en réunit tout de même trois à quatre cents, de la région ou parfois même de l'étranger. Nombre d'entre eux souffrent de problèmes de vue.